# Reiner Geye
Reiner Geye (22. november 1949 - 8. august 2002) var en tysk fodboldspiller (angriber) fra Duisburg. Han spillede fire kampe og scorede ét mål for det vesttyske landshold. På klubplan repræsenterede han Fortuna Düsseldorf og Kaiserslautern, og var i 1981 med til at nå finalen i DFB-Pokalen med Kaiserslautern, der dog blev tabt til Eintracht Frankfurt.